# Restalcohol
Restalcohol is een gangbare term voor de hoeveelheid alcohol die nog bij iemand gemeten kan worden nadat deze persoon een aanzienlijke tijd niet gedronken heeft, bijvoorbeeld na een nacht slapen.
De persoon die alcohol genuttigd heeft, is zich hier in de meeste gevallen niet van bewust. Bij een controle kan hij worden bekeurd wegens rijden onder invloed.

## Achtergrond
Bij gezonde personen breekt de lever de alcohol af in een tempo van ongeveer 1 à 1,5 uur per horecaglas. Bij een horecaglas kan gedacht worden aan een bierglas van 225 ml, een wijnglas van 100 ml, of een borrelglas van 35 ml. Door de verschillende percentages alcohol in de drankjes, blijkt dat er altijd zo'n 12 ml pure alcohol in zit.
Deze afbraaksnelheid is bij iedereen verschillend en is afhankelijk van:
- leeftijd
- geslacht
- gewicht
- de snelheid van het nuttigen van alcohol
- de mate van gezondheid van het lichaam, en met name de lever.

Het is een broodjeaapverhaal dat het afbraaktempo kan worden beïnvloed door het drinken van koffie.
Bij grote hoeveelheden alcohol kan het een volle dag duren voor alle alcohol uit het bloed verdwenen is.
Het is dus mogelijk dat iemand die op een feestje veel gedronken heeft, ook de volgende dag nog niet in staat zal zijn om te rijden.

## Voorbeeld
Wanneer een persoon 6 horecaglazen alcohol heeft gedronken, betekent dit dat alle alcohol pas na 6 tot 9 uur uit het lichaam verdwenen is.
Met 15 genuttigde glazen loopt dit al op tot 15 tot 22,5 uur, waardoor men dus tot ver in de volgende dag onder invloed is.